# Liste der Kulturdenkmale in Großneuhausen
In der Liste der Kulturdenkmale in Großneuhausen sind alle Kulturdenkmale der thüringischen Gemeinde Großneuhausen (Landkreis Sömmerda) und ihrer Ortsteile aufgelistet (Stand: 2006).

## Legende
- Bild: zeigt ein Bild des Kulturdenkmals und gegebenenfalls einen Link zu weiteren Fotos des Kulturdenkmals im Medienarchiv Wikimedia Commons
- Bezeichnung: Name, Bezeichnung oder die Art des Kulturdenkmals
- Lage: Wenn vorhanden Straßenname und Hausnummer des Kulturdenkmals; Grundsortierung der Liste erfolgt nach dieser Adresse. Der Link Karte führt zu verschiedenen Kartendarstellungen und nennt die Koordinaten des Kulturdenkmals.
 Kartenansicht, um Koordinaten zu setzen – in dieser Kartenansicht sind Kulturdenkmale ohne Koordinaten mit einem roten bzw. orangen Marker dargestellt und können in der Karte gesetzt werden. Kulturdenkmale ohne Bild sind mit einem blauen bzw. roten Marker gekennzeichnet, Kulturdenkmale mit Bild mit einem grünen bzw. orangen Marker.
- Datierung: gibt das Jahr der Fertigstellung beziehungsweise das Datum der Erstnennung oder den Zeitraum der Errichtung an
- Beschreibung: bauliche und geschichtliche Einzelheiten des Kulturdenkmals, vorzugsweise die Denkmaleigenschaften
- ID: Die ID identifiziert das Kulturdenkmal eindeutig. In Thüringen sind aktuell keine IDs veröffentlicht. In der ID-Spalte kann sich auch folgendes Icon  befinden, dies führt zu Angaben zu diesem Kulturdenkmal bei Wikidata.

## Großneuhausen
Einzeldenkmale
| Bild                                    | Bezeichnung                                                                          | Lage                   | Datierung | Beschreibung      | ID |
| --------------------------------------- | ------------------------------------------------------------------------------------ | ---------------------- | --------- | ----------------- | -- |
| weitere Bilder Fotos hochladen          | Kirche mit Ausstattung und Kirchhof mit Ummauerung, Tor und historischen Grabstätten | Kirchplatz (?) (Karte) | 1729      | St.-Georgs-Kirche |    |
| Direkt Bild zu diesem Denkmal hochladen | Ehemalige Kartoffelflockenverwertungsanlage                                          | Bahnhofstraße 27       |           |                   |    |
| Direkt Bild zu diesem Denkmal hochladen | Hofanlage                                                                            | Insel 55               |           |                   |    |
| Direkt Bild zu diesem Denkmal hochladen | Wohnhaus                                                                             | Karlsplatz 157         |           |                   |    |
| Direkt Bild zu diesem Denkmal hochladen | Kriegerdenkmal                                                                       | Kirchplatz (?)         |           |                   |    |
| Direkt Bild zu diesem Denkmal hochladen | Brücke am Ortseingang Richtung Kleinneuhausen                                        | L II O 38              |           |                   |    |
| Direkt Bild zu diesem Denkmal hochladen | Wappenstein und Torbogen                                                             | Schulstraße 59         |           |                   |    |
| Direkt Bild zu diesem Denkmal hochladen | Wohnhaus                                                                             | Schulstraße 172        |           |                   |    |

## Quelle
- Landkreis Sömmerda. (Memento vom 1. Februar 2017 im Internet Archive; PDF; 160 kB) landkreis-soemmerda.de, Auszug aus dem Denkmalbuch des Landes Thüringen